# 长叶粉背青冈
长叶粉背青冈（学名：Cyclobalanopsis pseudoglauca）为壳斗科青冈属下的一个种。